# شهرستان کوهسرخ
شهرستان کوهسرخ با نام‌های تاریخی بردارود و بژدارو یکی از شهرستان‌های استان خراسان رضوی است. مرکز این شهرستان، شهر ریوش است و برپایهٔ سرشماری عمومی نفوس و مسکن در سال ۱۳۹۵ جمعیت آن برابر با ۲۵٬۰۱۴ نفر بوده است.
شهرستان کوهسرخ در تاریخ ۱۳ آذر ۱۳۹۸ از شهرستان کاشمر جدا و مستقل شده است. کوهسرخ در ۲۵ کیلومتری شمال کاشمر و ۱۰۰ کیلومتری جنوب نیشابور واقع شده است. این شهرستان در رشته‌کوه کوهسرخ قرار گرفته است.

## نام‌گذاری
نام اصلی این منطقه بردارود است که یکی چهار قلعه مهم ترشیز بوده است سپس از آنجا که در شهرستان کوهسرخ، به‌ویژه جادهٔ کوهسرخ به نیشابور شاهد رخساره‌های خاکی با ترکیبات آهن‌دار هماتیتی می‌باشد و این رخساره‌ها در بیشتر نمونه‌ها، رنگ سرخ را از خود نشان می‌دهند؛ می‌توان نام کوهسرخ را بر آن گذاشت. کوهسرخ یکی از مناطق ییلاقی و خوش آب‌وهوای خراسان رضوی است و به دلیل کوهستانی بودن این منطقه، معادن فراوان و مهمی در آن وجود دارد. از جمله این معادن می‌توان به معادن طلا، مس، آهن، سنگ مرمر و… اشاره کرد.

## پیشینه
با توجه به شواهد این منطقه پیش از ورود دین اسلام نیز مسکونی بوده و با توجه به این که راه قدیم شهرهای جنوبی خراسان به تهران از این منطقه می‌گذشته، درگذشته دارای رونق بیشتری بوده است. از مهم‌ترین رویدادهای تاریخی می‌توان به حمله مغول اشاره کرد که پس از اشغال نیشابور، به‌دلیل صعب‌العبور بودن و مارهای فراوان این منطقه اسبان و سربازان مغول نتوانسته‌اند از این منطقه رد شوند و از گزند آن در امان مانده‌اند.
در قرن هشتم هجری؛ خواجه علی مؤید (حکومت: ۷۶۶–۷۸۳) واپسین امیر سربداری، ناحیه ترشیز را به قلمرو خود درآورد، اما در سال ۷۷۹ق، درویش رکن‌الدین و جلال‌الدین شاه‌شجاع همداستان شده و بر حکومت سربداران تاختند و ترشیز یکی از مناطقی بود که به آن دست یافتند. پس از آن، خواجه‌علی به کمک امیرولی استرآبادی (حاکم استرآباد)، دوباره بر ترشیزمسلط شد. او در این گیر و دار، یک بار نیز از خواجه سدید که از سدیدیان ترشیز بود کمک گرفت. خواجه‌علی، بار دیگر در سال ۷۷۲ق به کمک جلال‌الدین شاه‌شجاع که قبلاً به درویش رکن‌الدین کمک کرده بود، ترشیز را تسخیر نمود. سرانجام، با تسلیم خواجه‌علی مؤید به امیر تیمور گورکانی در حدود سال ۷۸۲ ه‍. ق، حکومت محلی سربداری‌ها از خراسان و ناحیه ترشیز برچیده شد. گفتنی است برخی منابع، پس از خواجه‌علی و در فاصله سال‌های ۷۸۲ تا ۷۸۴ق از حکومت امیرولی استرآبادی و پس از وی، امیرلی سدیدی بر ناحیه ترشیز گزارش داده‌اند.

## تقسیمات کشوری

تقسیمات کشوری شهرستان کوهسرخ در سال ۱۴۰۴

شهرستان کوهسرخ شامل ۲ بخش، ۴ دهستان و ۱ شهر به شرح زیر است:
| بخش   | مرکز بخش | جمعیت بخش ۱۳۹۵ | نام دهستان | مرکز دهستان | جمعیت دهستان ۱۳۹۵ | شهر              | جمعیت شهر ۱۳۹۵   |
| ----- | -------- | -------------- | ---------- | ----------- | ----------------- | ---------------- | ---------------- |
| مرکزی | ریوش     | ۱۷٬۰۴۴ نفر     | برکوه      | ایور        | ۶٬۱۵۹ نفر         | ریوش             | ۵٬۶۸۷ نفر        |
| مرکزی | ریوش     | ۱۷٬۰۴۴ نفر     | کوه سفید   | تولا        | ۵٬۱۹۸ نفر         | ریوش             | ۵٬۶۸۷ نفر        |
| بررود | طرق      | ۷٬۹۷۰ نفر      | بررود      | طرق         | ۳٬۵۸۶ نفر         | **************** | **************** |
| بررود | طرق      | ۷٬۹۷۰ نفر      | تکاب       | اوندر       | ۴٬۳۸۴ نفر         | **************** | **************** |

## موقعیت جغرافیایی

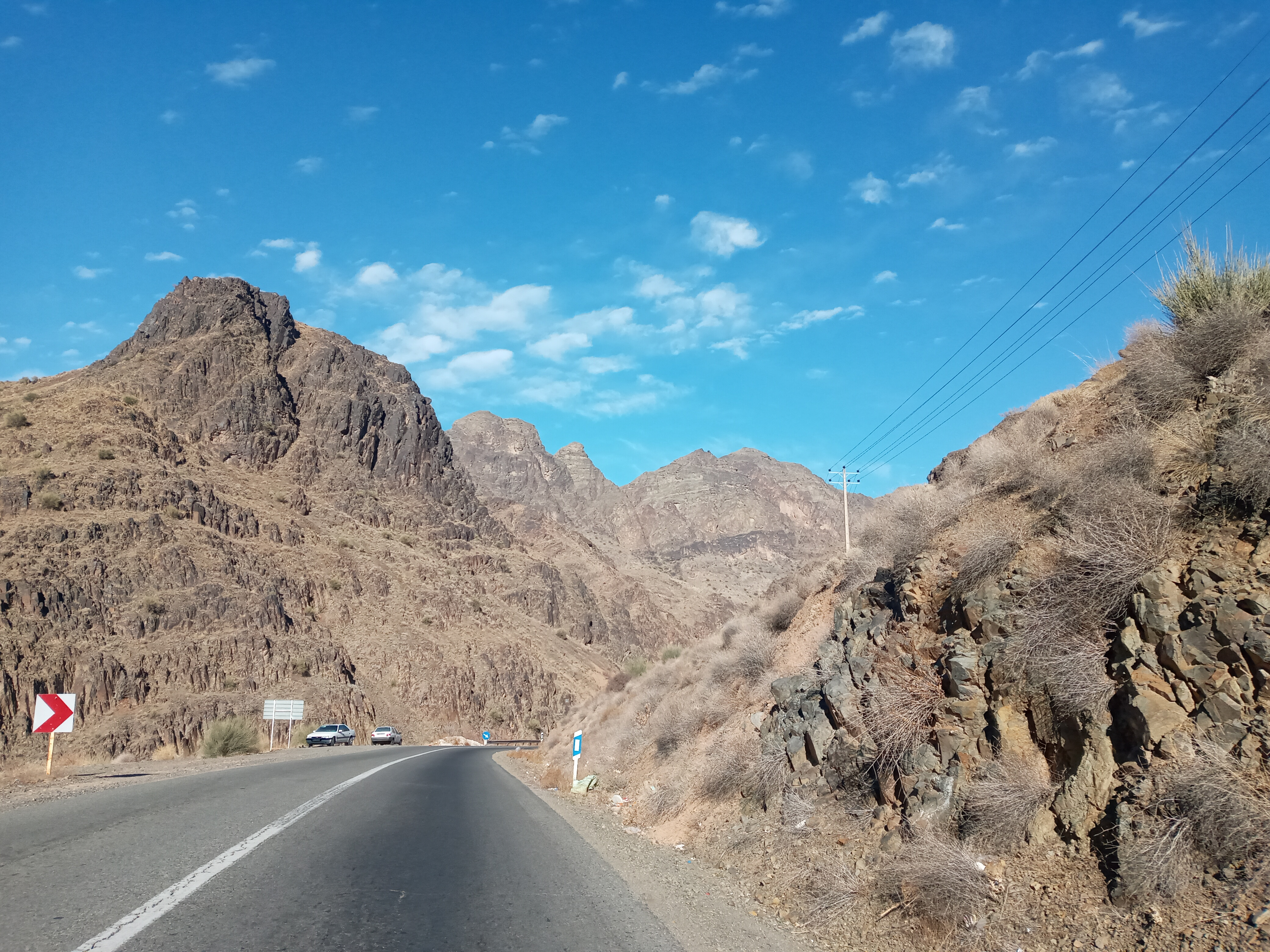
جادهٔ کاشمر به ریوش

شهرستان کوهسرخ دارای ۲۸ روستا با دو بخش مرکزی و بررود می‌باشد که از آب و هوای سرد و کوهستانی با تابستان‌های معتدل برخوردار است. این شهرستان از شمال با شهرستان میان‌جلگه، از شمال‌غربی با شهرستان ششتمد، از شرق با شهرستان تربت حیدریه، از جنوب با شهرستان کاشمر و از جنوب‌غربی با شهرستان خلیل‌آباد و شهرستان بردسکن همسایه است. به‌دلیل جغرافیای خاص شهرستان کوهسرخ بزرگ‌ترین بادامستان دیم کشور در این منطقه واقع شده است و گسترده‌ترین و پهناورترین روستای آن، روستای ده‌میان می‌باشد.
کوهسرخ به‌علت قرارگرفتن در ارتفاعات رشته‌کوه کوهسرخ و برخورداری از آب‌وهوای معتدل، آب فراوان و باغ‌های وسیع و چشم‌اندازهای طبیعی دیدنی به‌عنوان یکی از کانون‌های مهم مسافران و گردشگران از شهر کاشمر و شهرهای مجاور است. همچنین کوه آریا به‌عنوان یکی از مستعدترین پیست‌های پروازی در استان شناخته شده است.
از ۱۸ معدن شهرستان، ۶ معدن فعال هستند و سرمایه‌گذاری‌هایی بالغ‌بر ۴۰۰ میلیارد تومان در معدن مس روستای کریز انجام شده است. مشکلات قنوات و وضعیت جاده‌ها از معضلات اساسی این شهرستان است.

## مردم

### جمعیت
بر پایه سرشماری عمومی نفوس و مسکن در سال ۱۳۹۵ جمعیت این شهرستان ۲۵٬۰۱۴ نفر (۱۳۹۵) بوده است.

### زبان
مردم شهرستان کوهسرخ به زبان فارسی و به گویش کوهسرخی سخن می‌گویند.

## ره‌آورد

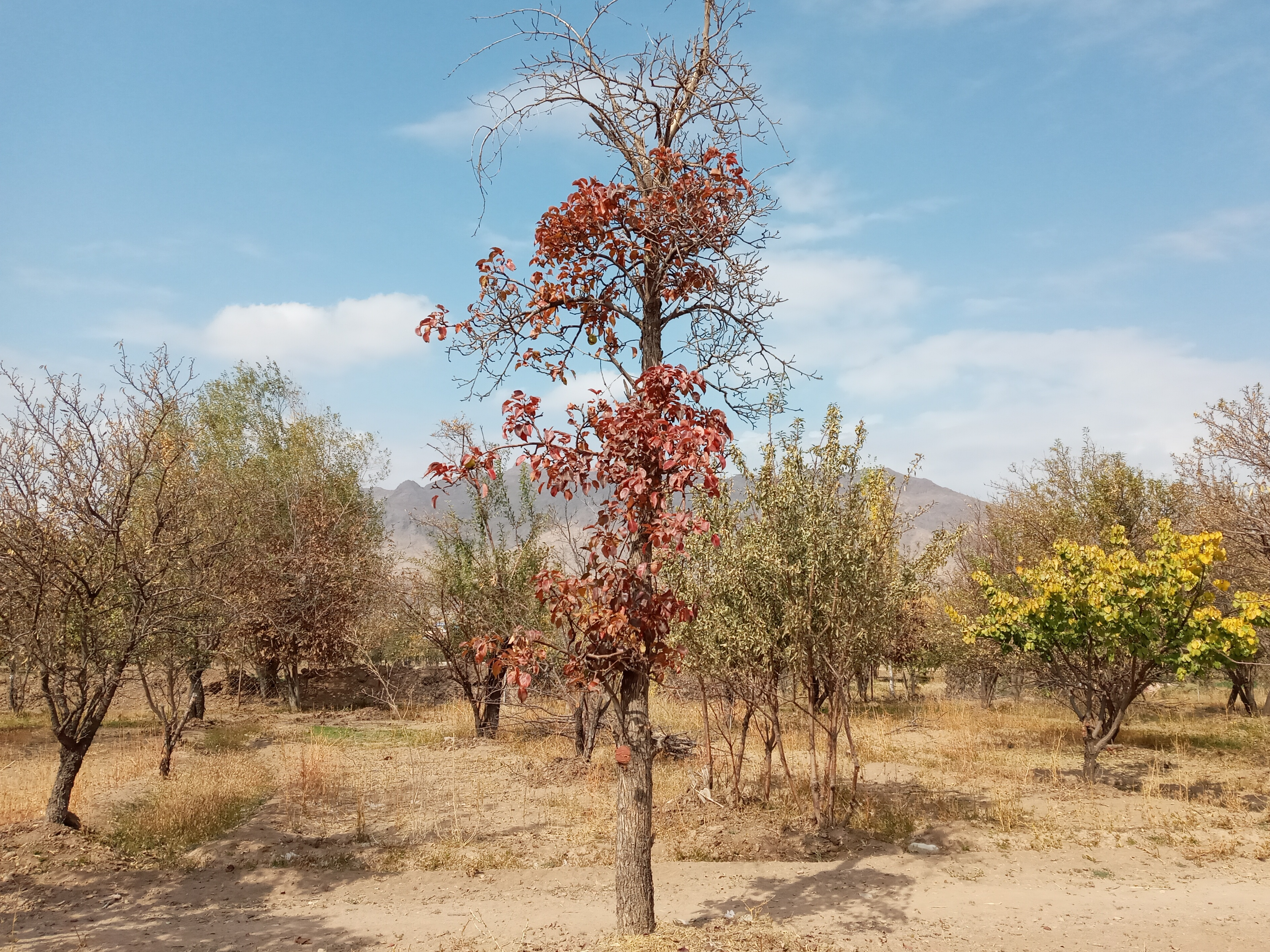
باغات ریوش در پاییز

### محصولات کشاورزی
مهم‌ترین محصولات کشاورزی در شهرستان کوهسرخ خربزه، هندوانه، بادام، گردو، گیلاس، زردآلو، آلبالو، هلو، شلیل، گندم، جو، گوجه‌فرنگی، چغندر قند، شلغم، سنجد و غیره است.

### محصولات کوهی و دارویی
از مهم‌ترین محصولات کوهی و دارویی در این شهرستان می‌توان از ریواس، آنقوزه، ترنگبین، بنه، پیازچهٔ کوهی، زیرهٔ کوهی، آویشن، بومادران، گل گاوزبان و کنگر نام برد.

## اماکن تاریخی، آثار باستانی و گردشگری

### آثار ثبت‌شده
- سد شاهی[۱۱]
- مزار پشت پنجه پدر[۱۲]
- مزار پشت پنجه پسر[۱۳]
- حمام بند قراء[۱۴]
- گورستان نامق[۱۵]
- تپه پشت پشته[۱۶]

### دیگر آثار
- آبشار کریز[۱۷]
- آبگرم معدنی کریز[۱۷]
- آبگیر مصنوعی نابای
- آرامگاه شاهزاده ابراهیم یا مزار پیر طرق[۱۸]
- آرامگاه شیخ ابوالحسن جامی نامقی (پدر شیخ احمد جامی) واقع در روستای نامق[۱۸]
- آرامگاه محمد حسین اشراقی ایوری واقع در روستای ایور
- ارتفاعات روستای اکبرآباد[۱۷]
- اردوگاه آموزش پرورش اکبرآباد[۱۷]
- اولنگ‌های موشک[۱۷]
- آسیاب‌آبی نابای
- آسیاب‌ها و آثار موجود در دامنه کمر باغدشت و قلهٔ باغدشت
- آسیاب‌های آبی نامق
- آسیاب‌های قدیمی در منطقه چاهسار ریوش
- باغات، رودها، آبشارها و چشمه‌های فراوان واقع در اطراف شهری ریوش
- بافت روستای کریز[۱۷]
- بافت قدیم و خانه‌های پلکانی در روستای ایور[۱۷]
- بافت قدیم و خانه‌های پلکانی در شهر ریوش[۱۷]
- بافت قدیم و خانه‌های پلکانی در روستای طرق
- بافت قدیم و خانه‌های پلکانی در روستای کلاته تیمور
- بافت قدیم و خانه‌های پلکانی در روستای موشک[۱۷]
- بافت قدیم و خانه‌های پلکانی در روستای نامق[۱۷]
- پارک جنگلی ریوش
- تپه مکی
- تنگل سنگ نصوح[۱۷]
- حمام ایور
- حمام خرو
- حمام کریز[۱۹]
- حمام نامق
- حوض‌انبار موشک
- دره آسیاب
- رشته‌کوه باغدشت[۱۷]
- سردر خانه حاج حسن عندلیب واقع در روستای مکی
- غار شیخ احمد جامی واقع در روستای نامق
- قلعه خضرآباد
- قلعه کهنه چوقان[۱۹]
- قلعه قصون
- قلعه گبر حصار
- قلعه نامق
- کوه آریا[۱۷]
- کوه چهل دختر[۲۰]
- گورستان چقل لوق واقع در نزدیکی روستای موشک
- گورستان چشمه کلبی واقع در نزدیکی روستای تنورچه
- گورستان کهنه تنورچه[۱۸]
- گورستان گبرا یا تپه گبرا بند قراء
- گورستان گبرا یا تپه گبرا قراچه[۱۸]
- گورستان گبرا (نامق)
- مزار رویین واقع در روستای نامق[۱۹]
- مزار شهدای گمنام ریوش
- مزار پیر ملا نور محمد مکی
- منطقه گردشگری چوقان[۱۷]
- یخچال طبیعی بند قراء[۱۷]